# 最後通牒派
最後通牒派（さいごつうちょうは、露:Ультиматизм、ウリティマティズム、最後通牒主義） は、ロシア社会民主労働党内の派閥である。彼らは、ロシア社会民主労働者派に属するドゥーマ議員に対し、党中央委員会への服従を求める最後通牒（ウリティマトゥム）を突きつけることを主張した。この要求が実行されなければ、議員を召還すべきであるとの立場をとっていた。
ドゥーマ内のロシア社会民主労働者派の多数派はメンシェヴィキであり、もし彼らに最後通牒が突きつけられたならば、彼らはこれを拒否し、ロシア社会民主労働党の国会議員たちの召還は避けられなかった可能性が高い。この点において、召還派と思想的に近しい関係にあった。両者はともに、カプリ学校の創設において大きな役割を果たしている。

## 概要
1907年11月22日、ドゥーマ内のロシア社会民主労働党会派は以下の決定を下した。
「ドゥーマの社会民主労働党会派は自治的な集団であり、党の意見に耳を傾けつつも、ドゥーマの活動における具体的な個々の問題については独自で決定を行う」
この決定は、会派とロシア社会民主労働党中央委員会との間に緊張関係をもたらし、党内で議論を巻き起こした。
最後通牒派は、1909年にフペリョート派に合流した。

## 最後通牒派の主要人物
- Г.A.アレクシンスキー
- Л.B.クラシン
- B.Л.シャンツェル（党内での偽名マラー卜）

## 関連ページ
- フペリョート派
- 召還派
- 建神派

## 関連書籍
- Ультиматисты // Ужи — Фидель. — М. : Советская энциклопедия, 1956. — С. 196-197. — (Большая советская энциклопедия : [в 51 т.] /  гл. ред. Б. А. Введенский ; 1949—1958, т. 44).

## 参照
1. ↑  Тютюкин С. В. Меньшевизм: Страницы истории. — М.: РОССПЭН, 2002. — с. 224
2. ↑  Ультиматисты / Ершков Н. В. // Тихоходки — Ульяново. — М. : Советская энциклопедия, 1977. — (Большая советская энциклопедия : [в 30 т.] / гл. ред.  А. М. Прохоров ; 1969—1978, т. 26).